# Rezerwat przyrody Spała
Rezerwat przyrody Spała – leśny rezerwat przyrody w miejscowości Spała (po obydwu brzegach Pilicy) w gminie Inowłódz, w powiecie tomaszowskim, w województwie łódzkim. Znajduje się na terenie Spalskiego Parku Krajobrazowego, na południe od drogi krajowej nr 48.
Zajmuje powierzchnię 102,70 ha (początkowo 55,89 ha). Został powołany Zarządzeniem Ministra Leśnictwa i Przemysłu Drzewnego z 30 września 1958 roku (M.P. z 1958 r. nr 81, poz. 467). Według aktu powołującego, rezerwat utworzono w celu zachowania ze względów naukowych i dydaktycznych położonego nad Pilicą fragmentu lasu mieszanego o charakterze naturalnym z udziałem jodły, występującej w pobliżu granicy zasięgu.
Las ten jest przykładem naturalnych zespołów roślinnych jakie występowały w dawnej Puszczy Pilickiej (zwanej też Lasami Spalskimi). Rośnie tu wielopiętrowy drzewostan złożony z dębu szypułkowego, sosny, klonu jawora, grabu, olchy, jodły i świerka.
Według obowiązującego planu ochrony ustanowionego w 2007 roku, obszar rezerwatu objęty jest ochroną ścisłą (38,36 ha) i czynną (64,34 ha).
W bezpośredniej bliskości rezerwatu „Spała” (po drugiej stronie miejscowości Spała) znajduje się rezerwat „Gać Spalska”.
W obrębie rezerwatu stoi Grota św. Huberta.